# Yeosu
Yeosu (en hangul: 여수시) és una ciutat de la província de Jeolla del Sud, a Corea del Sud. La ciutat vella de Yeosu, fundada el 1949, i la de Yeocheon, fundada el 1986, es fusionaren en una única municipalitat el 1998.
La ciutat està composta per la península de Yeosu i 317 illes, de les quals només 49 estan habitades.
Yeosu és conegut per haver acollit l'exposició universal del 2012, la segona del país després de la que organitzà Daejeon.